# Machaerotidae
De Machaerotidae vormen een familie van insecten die behoren tot de onderorde cicaden (Auchenorrhyncha). Wereldwijd zijn er 117 beschreven soorten in 30 geslachten.

## Geslachten
De familie omvat de volgende geslachten:
- Aecalus Maa, 1963
- Aphrosiphon China, 1935
- Apomachaerota Schmidt, 1907
- Blastacaena Maa, 1963
- Chaetophyes Schmidt, 1918
- Conditor Distant, 1916
- Dianmachaerota Nie & Liang, 2009
- Enderleinia Schmidt, 1907
- Grypomachaerota Schmidt, 1907
- Hindola Kirkaldy, 1900
- Hindoloides Distant, 1915
- Kyphomachaerota Bell & Cryan, 2013
- Labramachaerota Bell & Cryan, 2013
- Labrosyne Maa, 1963
- Machaeropsis Melichar, 1903
- Machaerota Burmeister, 1835
- Makiptyelus Maki, 1914
- Maxudea Schmidt, 1907
- Neuroleinia Lallemand, 1936
- Neuromachaerota Schmidt, 1912
- Pectinariophyes Kirkaldy, 1906
- Platymachaerota Schmidt, 1918
- Polychaetophyes Kirkaldy, 1906
- Romachaeta Maa, 1963
- Serreia Baker, 1927
- Sigmasoma Schmidt, 1907
- Soamachaerota Metcalf, 1952
- Taihorina Schumacher, 1915
- Tapinacaena Maa, 1963
- Trigonurella Maa, 1963